# Ciba
Ciba est une ancienne entreprise chimique suisse dont le siège était à Bâle. Elle a reçu son nom en 1884 lorsque Bindschedler & Busch ont transformé leur société en SA. Elle s'est développée à l'étranger dès le début du XXe siècle et comptait 30 000 employés en 1970 dont moins de 10 000 en Suisse lors de sa fusion avec Geigy. Deuxième groupe chimique de Suisse, elle porte le nom de Ciba-Geigy jusqu'en 1992 avant de fusionner avec Sandoz pour former Novartis en 1996. Les divisions industrielles furent toutefois exclues de la fusion et restèrent indépendantes sous le nom de Ciba Spécialités chimiques SA jusqu'en 2009, date de leur rachat par le groupe BASF.
Son chiffre d'affaires est passé de 0,53 milliard de francs en 1950 à 3,69 en 1970, 20,7 en 1995 et 6,52 en 2007.

## Précurseurs
Un Français, Alexandre Clavel, propriétaire à Bâle d’une petite teinturerie, introduit en 1869 la fabrication d’un des premiers colorants de synthèse, la fuchsine. En 1873, la jeune firme est acquise par Robert Bindschedler et Albert Busch et délaisse alors son activité première, la teinturerie. Elle s’oriente principalement vers la production de nouveaux colorants basiques et la synthèse de l’alizarine. En 1884, elle se transforme en société anonyme et prend le nom de Ciba "Chemische Industrie BAsel".

## Gesellschaft für Chemische Industrie in Basel (1884-1945) et Ciba (1945-1970)
L'entreprise se développe rapidement. Elle se lance dans les produits pharmaceutiques dès la fin des années 1880, elle rachète le fabricant de colorants Gerber & Co (Bâle, 1898), la Basler chemische Fabrik (Petit-Huningue et Monthey, 1908) et fonde des usines à l'étranger (Pabianice, Pologne, 1899 ; Saint-Fons, France, 1900 ; Manchester, Royaume-Uni, 1911 ; Cincinnati, USA, 1920 ; Buenos Aires, Argentine, 1931).
Après la Première Guerre mondiale, Ciba entreprend de diversifier ses activités. Son programme de recherche, puis de production, s'étend tour à tour aux produits d'application technique, cosmétiques, produits antiparasitaires, métaux rares, matériel électronique, produits chimiques pour la photographie et aux spécialités pour vétérinaires. Avec Geigy et Sandoz, elle forme alors un cartel appelé la communauté d'intérêts bâloise.
En 1939, Ciba compte 5700 employés dont près de 60 % en Suisse. Ils sont 30 000 en 1970 pour un chiffre d'affaires réparti entre la pharmacie à 40 %, les pigments à 24 % et l'agrochimie à 6 %.

## Ciba-Geigy (1970-1992)
En 1970, Ciba fusionne avec Geigy. Les deux sociétés travaillent de longue date dans le secteur chimique. La nouvelle société se lance alors dans la production conjointe de médicaments et de produits chimiques pour l'industrie et l'agriculture.
Ciba-Geigy commercialise dès 1973 le Voltarène. En 1974, elle achète la firme américaine Funk Seeds International pour s'offrir de nouvelles perspectives dans le domaine agricole. Avec Alza Corp, Ciba-Geigy lance plusieurs pesticides et fongicides à la fin des années 1970.
Durant les années 1980, Ciba-Geigy conforte sa position dans le marché des traitements thérapeutiques. Un de ses produits les plus connus est la Ritaline, une substance destinée au traitement de l'hyperactivité. Les pratiques commerciales de Ciba-Geigy pour vendre ce médicament furent toutefois contestées, en particulier aux États-Unis où des abus de prescription furent dénoncés.

## Ciba Spécialités chimiques SA (1997-2009)
À la fin de l'année 1996, la société, qui avait été renommée Ciba en 1992, a fusionné avec Sandoz pour former Novartis. L'activité produits chimiques (additifs, pigments, etc.) reprend son indépendance sous le nom de Ciba Spécialités chimiques SA (SIX : CIBN) dès l'année suivante. Elle est cotée à la bourse de New York à partir d'août 2000. Elle acquiert la société britannique Allied Colloids pour le traitement de l'eau en 1998 et la finlandaise Raisio Chemicals en 2004 pour les produits chimiques pour l'industrie papetière. Elle vend par contre ses divisions des Performance Polymers en 2000 et des Textile Effects en 2006 à l'américain Huntsman ainsi que les Masterbatches au suisse Clariant au cours de la même année. En 2005, Ciba Spécialités chimiques était la 24e plus grande entreprise de Suisse avec un chiffre d'affaires de 7,42 milliards de francs et 19 105 employés. Au 31 décembre 2008, elle comportait 12 467 employés pour un CA de 5,92 milliards à la suite d'un programme de restructuration.
Au deuxième semestre 2008, BASF place une offre de 6,1 milliards de francs pour le rachat de Ciba et prend possession de plus de 94 % des actions. L'acquisition est finalisée le 9 avril 2009. BASF prévoit alors de fermer ou de vendre 23 des 55 sites de production et de regrouper la moitié des bureaux de vente et de recherche afin d'aboutir à la suppression de 3700 autres postes. Ciba est ensuite intégrée dans BASF comme division à part entière et son nom disparaît en mars 2010. Actuellement, le nom Ciba n'est plus porté que par Ciba Vision, une unité de Novartis spécialisée dans les lentilles de contact.

### Dual Magnum
Le désherbant du maïs sous marque Dual Magnum contenant du métolachlore est interdit dans certains pays. Il est remplacé par le S-métolachlore, qui fait lui-même en 2023 l'objet d'un processus de renouvellement d'autorisation pour une utilisation sur le maïs et le tournesol dans l'Union européenne, avec un avis très mitigé de l'Agence européenne de sécurité des aliments (Efsa) en raison « de préoccupations critiques » liées au fait que la molécule mère et/ou certains de ses métabolites sont trop souvent retrouvés à des seuils dépassant les normes dans l'eau potable.